# Pieve di Santa Cecilia (Crevole)
La pieve di Santa Cecilia è un edificio sacro situato a Crevole, nel comune di Murlo.

## Storia
La sua fondazione è tra le più antiche del territorio della Val di Merse: citata dal 1189, era già una parrocchia operante. Dopo la distruzione della rocca ad opera delle truppe imperiali nel 1554, la chiesa fu annessa al vicariato di Murlo; solo nel 1687, a seguito della soppressione dell'eremo di Montespecchio e del trasferimento a Crevole dei monaci, ebbe un momento di ripresa. Il progressivo abbandono di queste terre contribuì al lento decadimento dell'edificio, solo parzialmente arrestato nel XX secolo. Dal 1988 è diventata di proprietà privata e quindi non è più possibile visitarla.
Nella Pieve di Santa Cecilia in Crevole fu trasferito e rimase nella stessa Pieve la Madonna di Crevole ad opera di Duccio di Boninsegna, attualmente al Museo dell'Opera metropolitana del Duomo di Siena.